# Альгодисменорея
Альгодисменоре́я (от др.-греч. ἄλγος — «боль», приставка δυσ — обозначающая какое-либо расстройство, нарушение, μήν — «месяц» и ῥοία — «течение», «истечение») — боли при менструациях, возникающие вследствие неправильного положения матки, воспалительных процессов в половых органах, при эндометриозе и других заболеваниях, а также при повышенной возбудимости ЦНС. Наблюдается обычно у молодых женщин. Боль появляется за несколько дней до менструации (см. предменструальный синдром), зачастую бывает очень сильной и сопровождается головной болью, тошнотой, рвотой и головокружением.
Лечение альгодисменореи заключается в устранении причин, её порождающих. Для ослабления болей используются анальгетики и транквилизаторы.